# 草木灰

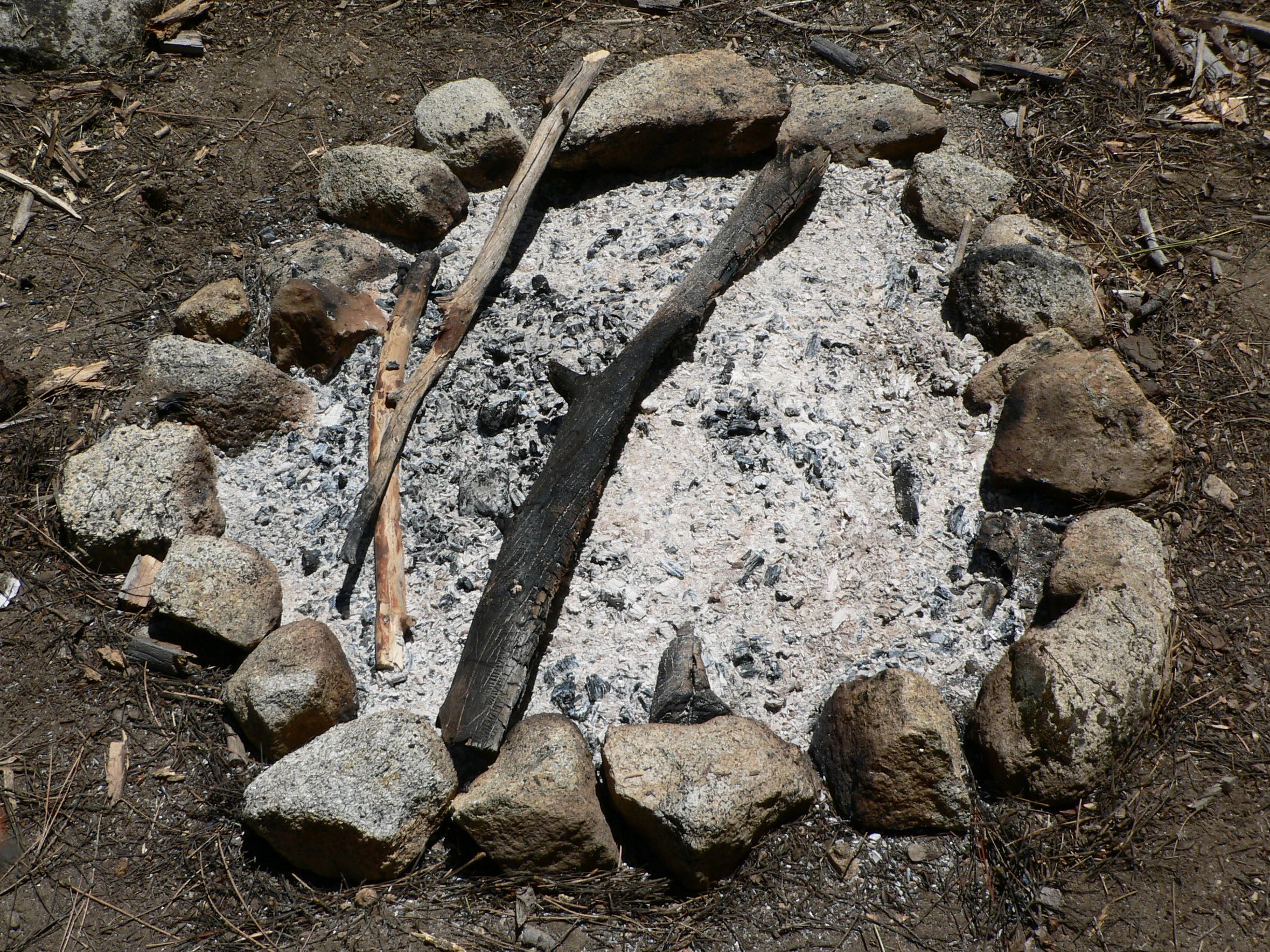
来自营火的草木灰

草木灰是木材、植物在燃烧后残留的粉末状灰烬物质，经常在壁炉、篝火或工业发电厂等出现。它主要由钙化合物以及木材中存在的其他不可燃的无机物组成，在历史中有很多用途。

## 成分

### 评估的不确定性
关于草木灰的化学成分已经进行了许多研究，结果差异很大。
碳酸钙（CaCO3）是温度低于750°C（小壁炉）时的主要成分。 在高于750°C（大炉）的温度下，氧化钙（CaO）为主要成分。埃米尔·沃尔夫等人对来自许多树种的草木灰成分进行了全面的分析， 有些因素会对成分产生重大影响：
1. 飞灰（英语：Fly ash）：一些研究包括了燃烧过程中通过烟道逸出的固体，而另一些则没有。
2. 燃烧温度[4]产生两个直接效果：
  - 分解：碳酸盐、硫化物等转化为氧化物不会产生碳、硫、碳酸盐或硫化物。一些金属氧化物（如氧化汞）甚至在木材燃烧温度下分解成单质态和/或完全蒸发。
  - 挥发：在没有测量飞灰的研究中，某些燃烧产物可能根本不存在。
3. 实验过程：如果灰烬在燃烧和分析之间暴露于环境中，则氧化物可通过与空气中的二氧化碳反应转化回碳酸盐。
4. 木材的类型、年龄和生长环境会影响木材的组成，从而影响草木灰。

### 测量
通常情况下，燃烧的木材（干基）质量的0.43％至1.82％会产生灰分。 燃烧条件也会影响残留灰分的组成和数量，因此较高的温度会降低灰分产率。
许多草木灰以碳酸钙为主要成分，占25%甚至45％。钾盐少于10%，且磷酸盐少于1%；有微量的铁、锰、锌、铜和一些重金属。
在草木灰中的一些元素：Fe 1.6-55g/kg；Si 6-170g/kg；Al 1.2-45g/kg；Mn 1-20 g/kg；As 0.6-5ppm；Cd 0.18-60ppm；Pb 2-500ppm；Cr 12-280ppm；Ni 10-140ppm；V 1.8-120 ppm。
然而，由于燃烧温度是确定草木灰成分的重要变量，因此这些数字各不相同。 所有物质基于氧化物的形式存在。

## 用途

### 肥料
草木灰可以用作有机肥料，以丰富农业土壤营养。在此作用下，草木灰可作为钾和碳酸钙的来源，而碳酸钙则作为中和酸性土壤的石灰剂。
草木灰也可以作为有機水耕溶液的改良剂使用，通常用来代替含有钙、钾、镁和磷的无机化合物。

### 堆肥
草木灰通常在填埋场处置，但是随着处理成本的上升，生态友好型替代品（例如用作农业和林业应用的堆肥）变得越来越流行。
 由于草木灰具有较高的碳含量，因此可以用作气味控制剂，尤其是在堆肥操作中。

### 陶器
草木灰在陶瓷釉料中使用已有很长的历史，特别是在中国、日本和韩国的传统工艺中，尽管现在被许多陶瓷工艺使用。它起到了助熔剂的作用，降低了釉料的熔点。

### 肥皂
氢氧化钾可直接由草木灰制成，并且这种形式被称为苛性钾或碱液。由于这种特性，传统上也使用草木灰制造肥皂。

### 生物浸出
外生菌根的真菌点柄乳牛肝菌和卷边桩菇可释放草木灰中的元素。

### 食品加工
草木灰有时被用于鹼法烹制中。在該過程中，将玉米浸泡在鹼性溶液中煮熟，以提高營養含量并降低黴菌毒素的風險，也使用在烹煮野菜減少苦澀口感。蒟蒻的製造食用，在舊時代也是使用草木灰製作。傳統口語說的鹼液鹼水，就是由草木灰浸水製成。